# Waffen-SS

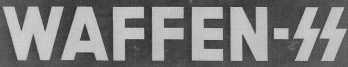
Sigla Waffen-SS

Waffen-SS (în română SS înarmat) a fost ramura militară (de luptă) a importantei organizații paramilitare Național-Socialiste SS, Schutzstaffel, condusă de Reichsführer-SS Heinrich Himmler. A fost fondată în Germania în anul 1939 după despărțirea SS-ului în două părți, însă titlul de Waffen-SS a fost primit oficial abia la data de 2 martie 1940. Selecția militarilor pentru unitățile Waffen-SS era făcută după criterii fizice destul de stricte;;  Totuși, pe la mijlocul războiului criteriile de recrutare au mai scazut, având nevoie de mai mult personal. În fapt, organizația a fost multinațională, existând divizii indiene, de musulmani arabi și europeni, francezi, letonieni, suedezi chiar și români, obiectivul lor comun fiind lupta împotriva comunismului. În timpul celui de-al Doilea Război Mondial, numărul diviziilor pe care le includeau trupele Waffen-SS  era de 39, divizii care au funcționat ca trupe de elită, luptând alături de Wehrmacht atât pe frontul de est cât și în vest.

## Generali Waffen-SS
(SS-Oberst-Gruppenführer und Generaloberst der Waffen-SS)
- Paul Hausser - cunoscut și ca Papa Hausser
- Josef Dietrich - cunoscut și ca Sepp Dietrich
- Kurt Daluege
- Franz Xaver Schwarz

## Personalități care au servit în Waffen-SS
- Günter Grass - scriitor
- Horst Tappert - actor (serialul Derrick)
- Bernhard Heisig - pictor
- Joachim Peiper